# Sven-Olof Walldoff
Sven-Olof Walldoff, född 2 maj 1929 i Lerbäck, Örebro län, död 7 juni 2011
i Masthugget i Göteborgs Oscar Fredriks församling, var en svensk musiker, kompositör, arrangör och dirigent. 
1974 dirigerade han Abba under deras framträdande med Waterloo i Eurovision Song Contest i Brighton, Storbritannien, utklädd till Napoleon. 
Han ledde en egen orkester och arbetade bland annat med Anita Lindblom, Agnetha Fältskog, Lill-Babs, Östen Warnerbring, Gunnar Wiklund, Zarah Leander och Brita Borg.

## Filmmusik
- 1971 – Någon att älska
- 1972 – Georgia, Georgia
- 1975 – Den vita väggen
- 1976 – Djungeläventyret Campa, Campa

## Filmografi roller
- 1956 – Suss gott
- 1955 – Danssalongen

### Fotnoter
1. ↑  Escudero, Victor M.. ”Sven-Olof Walldoff, ABBA conductor, passed away”. EBU. http://www.eurovision.tv/page/news?id=36863&_t=sven-olof_walldoff_abba_conductor_passed_away. Läst 10 juni 2011.
2. ↑  "Abbas egen Napoleon Arkiverad 22 september 2017 hämtat från the Wayback Machine.", Sydsvenskan, 14 juni 2011. Läst den 18 juni 2011.